# Wilhelm Ramsay
Wilhelm Ramsay (20 janvier 1865 - 6 janvier 1928) est un géologue suédois de Finlande. Il est membre de l'Académie royale des sciences de Suède en 1914 et en 1915 est accepté dans la Royal Physiographic Society de Lund. Il invente les termes Fennoscandia (1900) et Postjotnian (1909) ,, et le terme ijolite .
Avec Jakob Sederholm, Ramsay est l'élève de Fredrik Johan Wiik. Pentti Eelis Eskola est un étudiant de Ramsay .